# Domenico Calcagno
Domenico Calcagno (Tramontana, 3 februari 1943) is een Italiaans geestelijke  en kardinaal van de Rooms-Katholieke Kerk.
Calcago bezocht het aartsdiocesaan seminarie van Genua en studeerde vervolgens aan de Pauselijke Universiteit Gregoriana, waar hij een licentiaat behaalde in de dogmatische theologie. Hij werd op 29 juni 1967, hoogfeest van de Heilige Petrus en Paulus, priester gewijd.
Na jaren in de zielzorg en het onderwijs te hebben gewerkt werd hij op 25 januari 2002 benoemd tot bisschop van Savona-Noli. Zijn  bisschopswijding vond plaats op 9 maart 2002. Op 7 juli 2007 werd hij benoemd tot secretaris van de Administratie van het Patrimonium van de Heilige Stoel (A.P.S.A.). Bij deze gelegenheid werd hij tevens ad personam tot aartsbisschop verheven. Bij het Patrimonium was hij de rechterhand van Attilio kardinaal Nicora. Op 7 juli 2011 volgde hij Nicora op als president. 
Calcagno werd tijden het consistorie van 18 februari 2012 kardinaal gecreëerd. Hij kreeg de rang van kardinaal-diaken. Zijn titeldiakonie werd de Annunciazione della Beata Vergine Maria a Via Ardeatina. Hij nam deel aan het conclaaf van 2013.
Calcagno ging op 26 juni 2018 met emeritaat.
Op 4 maart 2022 werd Calcagno bevorderd tot kardinaal-priester. Zijn titeldiakonie werd tevens zijn titelkerk pro hac vice. Op 3 februari 2023 verloor hij - in verband met het bereiken van de 80-jarige leeftijd - het recht om deel te nemen aan een toekomstig conclaaf.
- Gemeinsame Normdatei: 1182733972
- International Standard Name Identifier: 0000 0003 9822 5488
- Istituto Centrale per il Catalogo Unico: SBLV254861
- Virtual International Authority File: 315946501
- WorldCat: E39PBJv4mbDRCH738xcWMMbrv3